# Terril van Trévieusart
De terril van Trévieusart of Terril du Grand Conti is een terril of steenberg in in de Belgische gemeenten Charleroi en Pont-à-Celles. Deze terril heeft een oppervlakte van 32,60 ha en strekt zich uit over de buitenwijken van Charleroi, tussen het kanaal Charleroi-Brussel en de autosnelweg A54. Hoewel de site een industriële oorsprong heeft, is het een gebied van grote biologische waarde, vooral omdat het een van de belangrijkste populaties van rugstreeppad (Bufo calamita) van de regio herbergt.